# Cumhuriyet Halk Partisi
Die Cumhuriyet Halk Partisi (Kurzbezeichnung: CHP; türkisch für „Republikanische Volkspartei“) ist eine kemalistische und seit den 1960er-Jahren eine sozialdemokratische Partei in der Türkei. Sie wurde 1923 vom Staatsgründer und ersten türkischen Präsidenten, Mustafa Kemal Atatürk, gegründet und ist somit die älteste aktive Partei des Landes.
Als größte Oppositionspartei bildet die CHP seit den Wahlen 2002 die wichtigste parlamentarische Oppositionsfraktion. Die Partei verfügt nach der Parlamentswahl 2023 über 129 der 600 Sitze (Stand: 5. April 2024) in der Nationalversammlung. Auf Kommunalebene ist die CHP seit den Wahlen 2024 die einflussreichste Partei der Türkei. Parteivorsitzender ist seit 6. November 2023 Özgür Özel. Die Partei ist assoziiertes Mitglied der Sozialdemokratischen Partei Europas und Vollmitglied der Sozialistischen Internationale.
Die sechs Pfeile auf dem Parteilogo repräsentieren die sechs Prinzipien des Kemalismus: Republikanismus (als bestgeeignete Staatsform), Laizismus (d. h. die Trennung zwischen Religion und Staat), Populismus (als Ausdruck einer auf die Interessen des Volkes, nicht einer Klasse gerichteten Politik), Revolutionismus (im Sinne einer stetigen Fortführung von Reformen), Nationalismus (als Wendung gegen ein multiethnisches und religiöses Staatskonzept osmanischen Zuschnitts) und Etatismus (mit partieller staatlicher Wirtschaftslenkung).

## Geschichte

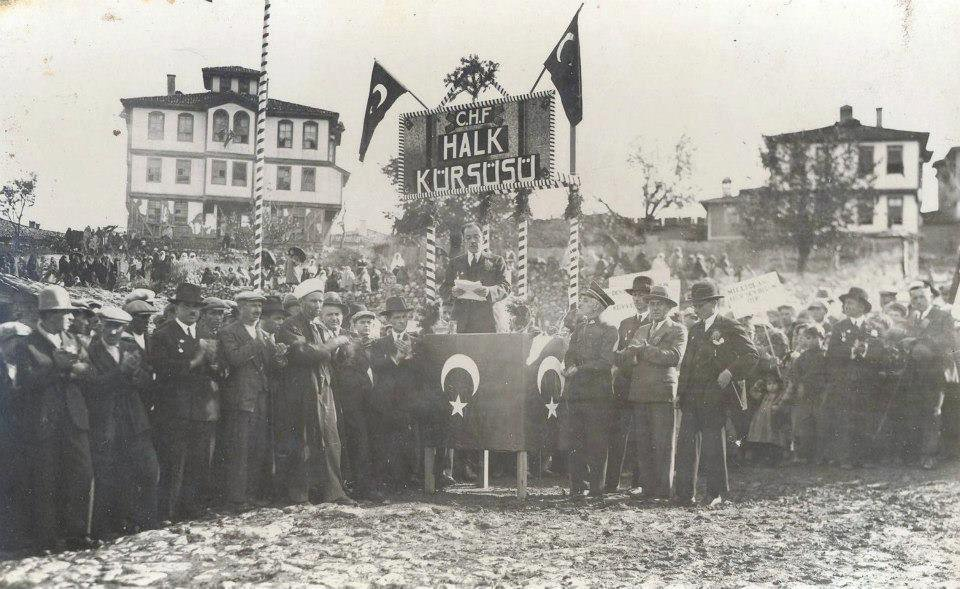
Die CHP (damals unter dem Akronym CHF bekannt) förderte in den 1930er Jahren zahlreiche Projekte zum Aufbau der Nation, wie die „Volkskurse“ (Halk Kürsüsü)

Der Vorgänger der CHP entstand zunächst 1919 auf dem Sivas-Kongress der Türkischen Nationalbewegung (angeführt von Mustafa Kemal Pascha) als Widerstandsorganisation gegen die griechische Besetzung Anatoliens. Inhaltlich und personell war sie die Nachfolgerin der bis 1923 im dann aufgelösten Osmanischen Reich aktiven „Gesellschaft zur Verteidigung der Rechte von Rumelien und Anatolien“, deren Führer u. a. von deutschen Sozialdemokraten wie Friedrich Schrader beraten worden waren. 1923 erklärte sie sich als politische Partei, die bis 1945 die einzige Partei des Landes war.
Anfangs hieß die Partei Halk Fırkası („Volkspartei“) und wurde 1924 in Cumhuriyet Halk Fırkası („Republikanische Volkspartei“) umbenannt. 1927 nahm sie die vier Prinzipien Republikanismus, „Populismus“, Nationalismus und Laizismus an. 1935 kamen noch die Prinzipien des Etatismus und des „Revolutionismus“ hinzu und die Partei änderte ihren Namen in Cumhuriyet Halk Partisi um. Ihr erster Vorsitzender war Mustafa Kemal Pascha. Ihm folgte nach seinem Tod 1938 İsmet İnönü als Vorsitzender und zweiter Präsident der Republik Türkei nach. Dieser ließ 1946 die ersten Mehrparteienwahlen der Republik durchführen, wo die CHP knapp 85 % erreichte. In den 1940er-Jahren errichtete die CHP unter anderem die Dorfinstitute, mit dem Ziel, eine flächendeckende Versorgung des Landes mit Schulen sicherzustellen.
Bei den Wahlen 1950 war es allerdings die Demokrat Parti, welche die Mehrheit im Parlament stellte und die CHP so zum ersten Mal in die Oppositionsrolle brachte. Nach dem Militärputsch von 1960 war sie 20 Jahre lang neben der Gerechtigkeitspartei (AP) eine der beiden großen türkischen Parteien. Ab 1966 begann die CHP unter Bülent Ecevit neuere Ideen einzuführen. Obwohl Ecevit den Kemalismus nicht ausschloss, versuchte er, die Partei in eine sozialdemokratische Partei umzuwandeln, wobei er das Wort „sozialdemokratisch“ vermied. Er kündigte an, dass die Partei sich nun „links der Mitte“ im politischen Spektrum befand. Wegen dieser Erklärung traten zwei Gruppen von Parlamentsabgeordneten aus der CHP aus. Die erste etablierte 1967 die Vertrauenspartei, während von der zweiten Gruppe 1972 die Republikanische Partei (Cumhuriyetçi Parti) gegründet wurde.
Nach dem Militärputsch von 1980 wurde die CHP wie andere auch verboten und geschlossen. Viele der ehemaligen Mitglieder traten der neuen Populistischen Partei (Halkçı Parti, HP) oder der Partei der Sozialdemokratie (SODEP) Erdal İnönüs bei. Beide Parteien vereinigten sich 1985 zur Sozialdemokratischen Populistischen Partei (SHP). Das Wort Populismus hat hier eine eigene Bedeutung, er wird als Ausdruck einer auf die Interessen des Volkes, nicht einer Klasse gerichteten Politik verstanden.
Daneben wurde 1985 die sich ebenfalls als sozialdemokratisch verstehende Demokratische Linkspartei (DSP) des ehemaligen CHP-Ministerpräsidenten Bülent Ecevit gegründet, die 1995 und 1999 jeweils bessere Ergebnisse erzielte als die dann neu formierte CHP.
Erst 1992 wurde die Partei unter dem gleichen Namen wieder gegründet, die SHP trat ihr 1995 bei. 1996 bis 1999 hingegen spaltete sich die alevitische Friedenspartei von der CHP ab. Von 1999 bis 2002 war die CHP aufgrund der Konkurrenz der DSP, die in dieser Zeit die stärkste Fraktion stellte, nicht mehr in der Nationalversammlung vertreten (in der Türkei gilt eine Hürde von zehn Prozent).
Unter der Führung Deniz Baykals wandte sich die Partei zunehmend von der Linken ab und betonte vor allem einen kompromisslosen antiwestlichen türkischen Nationalismus. Der Einsatz für Gewerkschaftsrechte, der Ausgleich mit den Minderheiten, Meinungsfreiheit und demokratische Mitbestimmung traten als Ziele und Inhalte der Partei zurück. Baykal war gegen die Abschaffung des § 301 des türkischen Strafgesetzbuches („Herabsetzung der türkischen Nation, des Staats der Republik Türkei, der Institutionen des Staates und seiner Organe“) und sah in der Annäherungspolitik der AKP an die EU den „Ausverkauf“ des Landes. Was den Kurdenkonflikt anbelangt, setzte die Partei nun auf das Militär und unterstützte damals einen möglichen Einmarsch in den Nordirak. Baykal selbst sprach sich für einen Einmarsch in den Irak aus. Durch diese Entwicklung der Partei unter der Führung Deniz Baykals bildete sich die nationalistische, strukturkonservative Variante des Kemalismus stärker heraus.
Nach dem Rücktritt Baykals im Mai 2010 aufgrund der Veröffentlichung eines kompromittierenden Videos im Internet übernahm Kemal Kılıçdaroğlu die Führung der Partei. Auf dem 33. Parteikongress, der am 22. Mai stattfand, bekam er 100 % der gültigen Stimmen. Seither tendierte die Partei wieder weg vom nationalistischen hin zu einer stärker sozialdemokratisch ausgerichteten Politik. Dies wurde auch von Experten im In- und Ausland so bewertet. Dabei will sie vor allem Wähler ansprechen, die von der neoliberalen, wachstumsorientierten Wirtschaftspolitik der Regierung Erdoğan nicht profitiert haben. Dadurch stabilisierten sich die Wahlergebnisse der Partei, sie blieb jedoch auf ihre Kernwählerschaft im städtisch-säkularen Milieu im Westen des Landes beschränkt.
Zu den Kommunalwahlen 2014, in einer politischen Situation, die vom offenen Konflikt zwischen AKP und Gülen-Bewegung geprägt war, trat die CHP in wichtigen Gemeinden auch mit Politikern aus dem religiösen oder rechtsnationalistischen Milieu an. Dazu zählen in Ankara der ehemalige MHP-Politiker Mansur Yavaş, in Hatay der amtierende, aber nicht erneut aufgestellte, AKP-Bürgermeister von Antakya, Lütfü Savaş, und in Fatih mit Sabri Erbakan der Neffe des ehemaligen Ministerpräsidenten Necmettin Erbakan. Diese Entscheidung war innerhalb der CHP nicht unumstritten. In Istanbul kandidierte der als liberal geltende langjährige Bürgermeister von Şişli, Mustafa Sarıgül, der 2005 aus der CHP ausgeschlossen wurde, weil er den damaligen Parteichef Baykal stürzen wollte.
Bei den Parlamentswahlen im Juni 2015 konnte die CHP ein Viertel der Wählerstimmen für sich gewinnen, jedoch konnte sich die damalige Opposition nicht auf jegliche Koalitionen einigen, womit Neuwahlen ausgerufen werden mussten. Bei diesen konnte man zwar leicht zulegen, die Parlamentsmehrheit wurde allerdings von der AKP erlangt.
Im April 2016 forderte der Vorsitzende des türkischen Parlaments, İsmail Kahraman von der islamisch-konservativen Partei AKP, eine „religiöse[n] Verfassung“. Dies stieß auf Kritik aus der CHP:

„[…] Kahraman hat den Laizismus, die Religionsfreiheit und Republik schamlos und offen angegriffen. Diese Worte hat er nicht grundlos ausgesprochen. Der Parlamentspräsident sollte umgehend abtreten. Wir werden unsere rote Linie, den Laizismus, bis zum letzten CHP-Mitglied verteidigen […]“

Im Juni und Juli 2017 fand der „Gerechtigkeitsmarsch“ vom Vorsitzenden Kemal Kılıçdaroğlu statt. Dieser startete den Protest gegen die Inhaftierung vom Abgeordneten Enis Berberoğlu bezüglich des Cumhuriyet-Prozesses. Die Abschlusskundgebung fand laut Veranstaltern vor zwei Millionen Menschen in Maltepe statt.
Am 18. Juli 2016 wurde Cemil Candas, CHP-Politiker und Vizebürgermeister von Şişli, bei einem Attentat durch einen Kopfschuss schwer verletzt und erlag wenige Stunden später seinen Verletzungen. Zum Zeitpunkt des Attentats war unklar, ob dieses in Zusammenhang mit dem Putschversuch am 15. und 16. Juli 2016 stand.
Für die Präsidentschaftswahl am 24. Juni 2018 wurde Muharrem İnce ins Rennen geschickt, der knapp 30 % erreichen konnte, sich allerdings gegen Amtsinhaber Recep Tayyip Erdoğan geschlagen geben musste. Die CHP erlitt hingegen Verluste von fast drei Prozent, wodurch in der Partei eine Debatte um den Vorsitzenden entflammte.
Bei den Kommunalwahlen am 31. März 2019 gewann die CHP in zahlreichen Großstädten sowohl gegen die AKP, als auch gegen die MHP. Unter anderem in der größten Stadt des Landes Istanbul, der Hauptstadt Ankara und der Touristenmetropole Antalya, womit die Partei in elf der 30 Metropolgemeinden den Oberbürgermeister stellt. Besonders der Wahlsieg in Istanbul mit seiner repräsentativen Bedeutung und der vorherigen Annullierung sorgte für internationales Aufsehen.
Am 5. November 2023 unterlag Kemal Kılıçdaroğlu bei der Wahl des Parteivorsitzenden seinem Herausforderer Özgür Özel. Auf dem 38. ordentlichen Parteitag der CHP bekam er 536 von insgesamt 1366 Stimmen. Bei seiner ersten Wahl wurde Özel mit der CHP bei den Kommunalwahlen am 31. März 2024 landesweit die Partei mit den meisten Stimmen. In Istanbul und Ankara konnten die Wahlen mit großem Abstand gewonnen werden, die Partei konnte insgesamt 14 zusätzliche Oberbürgermeisterposten für sich gewinnen.
Von März bis August 2025 wurden in der Türkei mindestens 500 Oppositionelle verhaftet, darunter mehr als 200 CHP-Mitglieder. Am 19. März wurde etwa der Oberbürgermeister von Istanbul und Präsidentschaftskandidat Ekrem İmamoğlu festgenommen. Den 15 verhafteten Bürgermeistern der CHP wird Korruption vorgeworfen, laut taz legte die Staatsanwaltschaft aber in keinem dieser Fälle hinreichende Beweise vor. Die CHP bezeichnete die Verhaftungen als politisch motiviert, die Regierung bestritt dies.

## Parteiprogramm

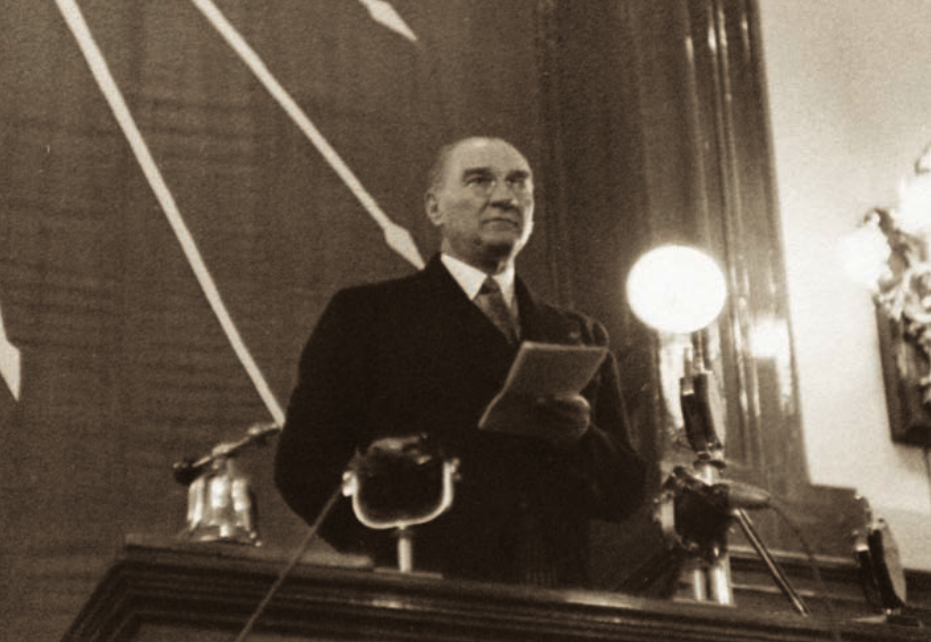
Parteigründer Mustafa Kemal Atatürk (1935)

Das Parteiprogramm der CHP steht unter dem Motto Veränderungen für eine zeitgemäße Türkei (deutsch für Çağdaş Türkiye için değişim). Die Partei bezieht sich darin auf ihre Geschichte und sieht sich als Wächterin der Prinzipien Mustafa Kemal Atatürks und dessen „Revolutionen“ nach Ausrufung der Republik der Türkei im Jahr 1923. Die sechs Pfeile auf dem Parteilogo sind dabei das aus der Historie kommende ideologische Grundgerüst: Diese stellen den Republikanismus, den Laizismus, den „Reformismus“ (Modernisierung des Staats), den Etatismus, den „Populismus“ (im Sinne von Volkssouveränität) und den Nationalismus dar.
Die Partei sieht sich in ihrem Programm der Republik, dem Laizismus und der Demokratie verpflichtet. Diese Prinzipien seien mit Entschlossenheit zu schützen und weiterzuentwickeln. Als Ziel ihrer Ideale betrachtet die Partei eine moderne, selbstbestimmte und zivilisierte Nation mit freien Bürgern. Im Programm wird darauf eingegangen, dass man gegen den Imperialismus, Systemfehler, Ungleichheiten, Revisionismus, Ausnutzung und Pfründe sei. Der von der CHP angestrebte türkische Beitritt zur Europäischen Union wird als notwendige Vollendung der Reformen Atatürks zur Modernisierung der Türkei betrachtet.

## Wählerschaft

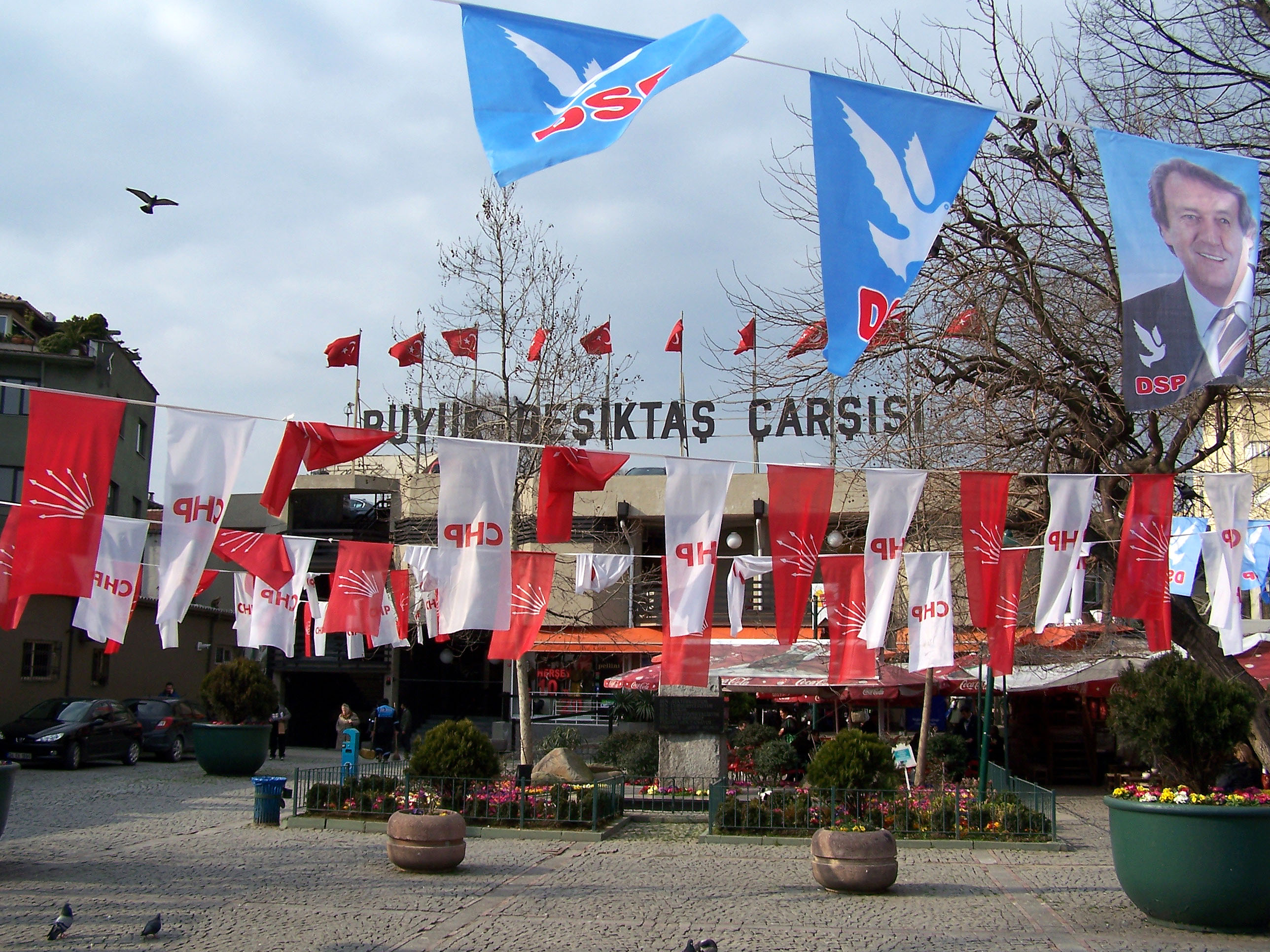
Rot-weiße Parteiflaggen in Istanbul vor der Kommunalwahl 2009

Ihre größte Zustimmung findet die CHP bei säkularen, religiös liberal eingestellten Türken. CHP-Wähler finden sich vermehrt in der Ober- und Mittelschicht sowie unter Studenten. Eine Wählerbasis der Partei bilden auch die türkischen Aleviten, die bereits bei der Republikgründung 1923 eine tragende Rolle spielten. CHP-Wähler sind besonders in den europäisch und städtisch geprägten und westlich orientierten Regionen in Ostthrakien und an den Küsten der Ägäis und des Mittelmeeres zu finden. Ihre Hochburgen sind die Städte Aydın, Muğla, Izmir, Tekirdağ, Çanakkale, Kırklareli, Edirne und die Universitätsstadt Eskişehir.

## Internationale Mitgliedschaften
Die Partei ist Mitglied der Sozialistischen Internationale, des globalen Zusammenschlusses der sozialdemokratischen und sozialistischen Parteien, dem auch die deutsche SPD, die schweizerische SP sowie die österreichische SPÖ angehören, und ist assoziiertes Mitglied (Beobachterstatus) der Sozialdemokratischen Partei Europas (SPE).

## Wahlergebnisse

### Parlaments- und Senatswahlen
Bis 1945 war die CHP die einzig zugelassene Partei der Türkei. Erst mit den Wahlen 1946 kam mit der Demokratischen Partei (DP) eine Mitbewerberin hinzu. 1950 wurde die CHP zweite und unterlag der Demokratischen Partei. Zwischen 1961 und 1980 bestand das türkische Parlament aus zwei Kammern, der Nationalversammlung und dem Senat der Republik. Am 18. Mai 2007 beschlossen die CHP und die DSP, sich zu einem Wahlbündnis zu vereinen. Die DSP-Kandidaten sollten auf der CHP-Liste antreten, um dann später im Parlament eine eigene Fraktion zu bilden. Bei der Wahl 2007 erzielte die Partei einen Stimmanteil von 20,88 % und 112 Sitze im Parlament. Bei der Wahl 2011 verbesserte sich das Wahlergebnis auf 25,95 % und damit 135 Sitze im Parlament. Nach dem Eintritt der kurdischen Partei HDP hat sie bei den Parlamentswahlen im Juni 2015 wieder 132 Sitze erhalten.
Die Wahlergebnisse im Einzelnen sind wie folgt:
| Jahr | Stimmen total | Stimmen in % | Sitze im Parlament |
| ---- | ------------- | ------------ | ------------------ |
| 1946 | Unklar        | 85,00        | 397                |
| 1950 | 3.176.561     | 39,45        | 69                 |
| 1954 | 3.161.696     | 35,36        | 31                 |
| 1957 | 3.753.136     | 41,09        | 178                |

| Jahr | Stimmen total | Stimmen in % | Sitze |
| ---- | ------------- | ------------ | ----- |
| 1961 | 3.724.752     | 36,74        | 173   |
| 1965 | 2.675.785     | 28,75        | 134   |
| 1969 | 2.487.163     | 27,37        | 143   |
| 1973 | 3.570.583     | 33,30        | 185   |
| 1977 | 6.136.171     | 41,38        | 213   |

| Jahr | Stimmen total | Stimmen in % | Sitze |
| ---- | ------------- | ------------ | ----- |
| 1961 | 3.734.285     | 36,1         | 36    |
| 1964 | 1.125.783     | 40,8         | 19    |
| 1966 | 877.066       | 29,6         | 13    |
| 1968 | 899.444       | 27,1         | 13    |
| 1973 | 1.412.051     | 33,6         | 25    |
| 1975 | 2.281.470     | 43,4         | 25    |
| 1977 | 2.037.875     | 42,4         | 28    |
| 1979 | 1.378.224     | 29,1         | 12    |

| Jahr          | Stimmen total | Stimmen in % | Sitze im Parlament |
| ------------- | ------------- | ------------ | ------------------ |
| 1995          | 3.011.076     | 10,71        | 49                 |
| 1999          | 2.716.096     | 8,71         | 0                  |
| 2002          | 6.114.843     | 19,39        | 177                |
| 2007          | 7.300.234     | 20,88        | 112                |
| 2011          | 11.142.541    | 25,98        | 135                |
| Juni 2015     | 11.518.139    | 24,95        | 132                |
| November 2015 | 12.111.812    | 25,32        | 134                |
| 2018          | 11.348.899    | 22,65        | 146                |
| 2023          | 13.655.909    | 25,33        | 169                |

### Präsidentschaftswahlen
| Jahr | Stimmen total | Stimmen in % | Kandidat                                     |
| ---- | ------------- | ------------ | -------------------------------------------- |
| 2014 | 15.434.167    | 38,57        | Ekmeleddin İhsanoğlu (gemeinsam mit der MHP) |
| 2018 | 15.340.321    | 30,64        | Muharrem İnce                                |
| 2023 | 25.432.951    | 47,82        | Kemal Kılıçdaroğlu                           |